# إلفيتغرافير/كوبيسيستات/إمتريسيتابين/تينوفوفير
إلفيتغرافير/كوبيسيستات/إمتريسيتابين/تينوفوفير أو كما يعرف بالاسم التجاري ستريبيلد أو الحبة الرباعية هو دواء مركب ذو جرعة ثابتة يتكون من 4 من مضادات الفيروسات القهقرية وهي إلفيتغرافير وكوبيسيستات وإمتريسيتابين وتينوفوفير، ويستخدم لعلاج متلازمة العوز المناعي المكتسب.
حصل الدواء على ترخيص إدارة الغذاء والدواء في 27 آب 2012 للبالغين الذين لم يتلقوا علاجا سابقا.

## روابط خارجية
- stribild - الموقع الرسمي